# Not Ready to Make Nice
Not Ready to Make Nice è un brano musicale del gruppo country-pop statunitense Dixie Chicks, pubblicato come primo singolo estratto dal settimo album della band Taking the Long Way nel 2006.
Il brano è stato scritto da Natalie Maines, Martie Maguire, Emily Robison e Dan Wilson e prodotto da Rick Rubin.

## Video
Il video musicale della canzone è stato diretto dalla regista britannica Sophie Muller.

## Certificazioni
Il singolo è stato certificato platino dalla RIAA avendo venduto oltre un milione di copie negli Stati Uniti.

## Premi
La canzone, nel febbraio 2007, nell'ambito dei Grammy Awards 2007, ha vinto tre premi, precisamente nelle categorie registrazione dell'anno, canzone dell'anno e miglior interpretazione country di un duo o gruppo vocale.

## Cover
La cantante brasiliana Wanessa Camargo ha registrato una versione in lingua portoghese del brano nel 2007.